# It's a Blunderful Life
«It's a Blunderful Life» (titulado «Una vida de errores» en Hispanoamérica y «Que bello es pifiarla» en España) es el séptimo episodio de la trigésimo quinta temporada de la serie de televisión animada estadounidense Los Simpson, y el 757 en total. Se emitió en los Estados Unidos en Fox el 19 de noviembre de 2023. El episodio fue dirigido por Matthew Nastuk y escrito por Elisabeth Kiernan Averick.
En este episodio, Homer es culpado por causar un apagón en la ciudad, y Marge duda de él cuando afirma su inocencia. El episodio recibió críticas mixtas.

## Trama
En el futuro, la familia Simpson se reúne para Acción de Gracias tras la muerte de Homer. Antes de comer, encienden velas en recuerdo de un apagón que casi arruina el pueblo. Lisa cuenta entonces la historia de por qué encienden velas. En el presente, Marge le pide a Homer que instale las contraventanas, lo que él promete hacer después del trabajo. En la central eléctrica, los trabajadores están de fiesta mientras el Sr. Burns da la bienvenida a los nuevos trabajadores que sustituirán a los juerguistas. Homer se ve obligado a tirar la basura de la fiesta. Al mismo tiempo, el Sr. Burns sobrecarga una toma de corriente, provocando un incendio. Esto provoca la fusión de la central eléctrica y la ciudad se queda sin electricidad. Los trabajadores culpan a Homer.
Cuando Homer llega a casa, instala las contraventanas. Su comportamiento hace pensar a Marge que Homer causó el apagón. Él lo niega, pero Marge no le cree. La gente empieza a lanzar objetos a través de las ventanas. Al día siguiente, la comida del frigorífico ha desaparecido. Marge cree que Homer se la ha comido y le detiene cuando intenta explicárselo. Homer intenta ir a la Taberna de Moe, pero nadie le quiere allí, así que vuelve a casa. De la noche a la mañana, los habitantes del pueblo trasladan la casa de los Simpson a la cima de una montaña rocosa.
Homer le enseña a Marge una fotografía suya enterrando comida en la nieve para conservarla. Marge ve que Homer estaba diciendo la verdad y razona que Homer puede no haber causado el apagón. La familia sospecha entonces del Sr. Burns. Se enfrentan a él y es arrestado y obligado a pagar una multa. Marge se ofrece a cocinar una comida para los habitantes del pueblo a cambio de devolver la casa a su ubicación original.
En el futuro, Bart ha muerto de aburrimiento mientras escuchaba la historia.

## Producción
El episodio muestra una escena de Bart estrangulando a Homer. Esto se produjo después de una controversia tras la emisión de «McMansion & Wife» a principios de temporada, en el que Homer afirma que ya no estrangula a Bart. Esto provocó que los espectadores debatieran si el personaje de Homer debía cambiar, y los productores afirmaron que Homer no cambiaría. El gag del sofá fue creado por Katrin von Niederhäusern y Janine Wiget. Von Niederhäusern y Wiget llamaron por primera vez la atención de los productores después de que crearan un remake plano a plano de acción real del montaje de la comida del episodio de la vigésimo novena temporada «Lisa Gets the Blues».

## Recepción

### Audiencia
El episodio obtuvo una audiencia de 0,31 con 1,11 millones de espectadores, siendo el programa más visto de Fox esa noche.

### Respuesta de la crítica
John Schwarz de Bubbleblabber calificó el episodio con un 6 sobre 10. Pensó que el episodio era una repetición de la premisa de Los Simpson: la película. Destacó el gag del sofá pero relacionó que Bart se muriera de aburrimiento con la historia. Cathal Gunning de Screen Rant pensó que el episodio era el mejor episodio navideño en años. En su opinión, la premisa repetida funcionó porque es una historia fiable, y destacó el uso del Sr. Burns como villano.